# Čang Kaj-šek
Čang Kaj-šek (kineski: 蔣介石, pinyin: Jiǎng Jièshí, Wade-Giles: Chiang Chieh-shih; uobičajeno Chiang Kai-shek, prema južnjačkom izgovoru; Xikou, 31. listopada 1887. – Taipei, 5. travnja 1975.) je bio kineski vojskovođa i političar. 

## Životopis
Čang Kaj-šek se rodio 1887. godine u južnokineskoj pokrajini Zhejiang, u gradu Xikou, u obitelji trgovaca soli. Upisao je vojnu akademiju 1906. godine, a 1907. godine odlazi u Japan na Državnu vojnu akademiju. Od 1909. do 1911. godine služio je u Japanskoj carskoj vojsci. Bio je jedan od suradnika vođe demokratske revolucije 1911. godine Sun Jat-sena. Nakon Sun Jat-senove smrti (1925.) postaje vođa Nacionalne stanke, Kuomintanga (KMT, pinyin Guomindang). U prvom građanskom ratu vodio je u savezu s komunistima sjevernu ekspediciju protiv ratnih vođa da ujedini Kinu iz koje je 1928. godine izašao kao pobjednik. 
Tijekom drugog i trećeg građanskog rata (1929. – 1936. i 1946. – 1949.) – s prekidom za vrijeme rata protiv japanskih okupatora (1937. – 1945.) – pokušao je uništiti kineske komuniste, ali nacionalističke su snage poražene te su se morale povući na otok Tajvan, odakle je i dalje obavljao dužnost predsjednika Republike Kine i glavnog tajnika KMT-a do kraja života, nadajući se da će obnoviti vlast nad komunističkom Narodnom Republikom Kinom. Godine 1975., 26 godina nakon što je pobjegao na Tajvan, Čang Kaj-šek umire u 87. godini života.

## Vanjske poveznice
|  | Zajednički poslužitelj ima stranicu o temi Chiang Kai-shek |